# 吉田サブ
吉田 サブ（よしだ サブ、1月9日 - ）は、日本のお笑い芸人、アイドル。K-PRO所属。早稲田大学お笑い工房LUDO出身。

## 人物
- 身長165cm、血液型AB型。青森県出身[1]。
- 名字である吉田は、秘密結社鷹の爪に登場するキャラクター「吉田君」に由来しており、本名ではない。
- 趣味は特撮、Eテレ 、女性、男装アイドル 、TikTok 、池や湖等大きな水の塊を見る、氷川きよし[1]。
- 特技はフルート、ピアノ、メイドカフェあるある50音 、オムライスにお絵描き、はなかっぱのワンシーンを見ただけで何の回か分かる、あのが言いそうなことをスラスラと言える、適当に抽象画を描ける[1]。
- ZIGAでのメンバーカラーはミントグリーン。
- キャッチコピーは「みんなのイデオロギー」

## 来歴
青森県出身。アイドルを目指し、大学進学を機に上京。大学時代は早稲田大学お笑い工房LUDOに所属していた。LUDOに入ったきっかけの人物として、にゃんこスターのアンゴラ村長の存在を挙げている。
2021年11月27日、K-PRO発のアイドルユニット・HIKARI SHOEMITTのメンバーとしてプレデビュー。2022年11月に解散後、同グループのメンバーである早舩聖と共にお笑いコンビ「デカ渦」として活動。2023年4月14日に開催されたデカ渦初単独公演『あれなんだったんだろう』は、ダウ90000・蓮見翔が単独ライブをプロデュースし、衣装はラブレターズ・塚本直毅が製作した。
2022年12月23日、野々永りあると共に1年間の活動期限つきセルフプロデュースアイドルグループ・誰時灰かぶりとして1年間活動。
2024年7月7日、「デカ渦解散ライブ・渦チャン」を持ってデカ渦を解散。以降、芸人活動はサークル時代からの強胆とのコンビ「なに学」になった。2024年に夢の1つであったAマッソとの初共演をライブで果たした。
2024年7月27日、ロックアイドルグループZIGAの新メンバーとして平こけしと共に加入。芸人とアイドル活動を並行し、ライブを中心に精力的に活動している。
2025年2月1日、「なに学解散ライブ絶交」をもって、なに学を解散。　その後はサバ館をメインとして活動している。
2025年4月1日、「サバ館」結成。

## 賞レースの戦績
M-1グランプリ
なに学
- 2021年 - 1回戦敗退
- 2022年 - 2回戦進出
- 2023年 - 3回戦進出
- 2024年 - 1回戦敗退

デカ渦
- 2022年 - 1回戦敗退
- 2023年 - 1回戦敗退

女芸人No.1決定戦 THE W (デカ渦)
- 2022年 - 2回戦進出